# هارولد ستيفنز
هارولد ستيفنز (بالإنجليزية: Harold Stephens)‏ هو كاتب أمريكي، ولد في 3 ديسمبر 1926 في بريدجفيل في الولايات المتحدة.